# Xanthopimpla cuneata
Xanthopimpla cuneata là một loài tò vò trong họ Ichneumonidae.